# Robert Frank (programledare)
Hans Robert Frank, tidigare Larsson och Bendtlinder, född 9 mars 1983 i Luleå, är en svensk radioprogramledare och komiker.

## TV- och radiomedverkan
Robert Frank, då med efternamnet Larsson, var under en period programledare för Christer i P3 och har tidigare gjort Listiga Larsson & Knyckare listar Listan i P3 tillsammans med Emma Knyckare. Han har också medverkat i första säsongen av tv-programmet Adam Live på TV3. Där utförde han uppdrag med humoristisk ton som Adam Alsings assistent.
Sommaren 2013 slutade han på Christer för att göra programmet Liftaren i P3. Sommaren 2014 var han programledare för Morgonpasset i P3 tillsammans med den före detta Idol-deltagaren Arantxa Alvarez. Robert har varit med och startat den lokala Stockholmskanalen P5 STHLM på Sveriges Radio. Där ledde han programmet Kväll i P5 med Robert.  Från januari 2016 blev han ny programledare för Vaken med P3 och P4.
Frank spelade tidigare i hardcorebandet The Smackdown och är straight edge.